# Sune Karlsson (översättare)
Sune Birger Lennart Karlsson, född 20 december 1932 i Lofta församling i Kalmar län, död 19 september 1999 i Nye församling i Jönköpings län, var en svensk journalist, författare och översättare.

## Biografi
Karlsson översatte uppskattningsvis 200 titlar, såväl skönlitteratur som fackböcker av allehanda slag; där återfinns underhållningsförfattare som Hans Hellmut Kirst, men också till exempel kvalificerade tonsättarmonografier. Hans egna skrifter är också en brokig samling; åtminstone delvis torde det röra sig om beställningsarbeten.
Hans förlag SubRosa, med inriktning på statsvetenskap och nationalekonomi,  blev kortlivat; endast en titel utkom 1997.
Karlsson var värd i Sommar i P1 den 17 juni 1982.

### Familj
Sune Karlsson var son till byggnadsarbetaren Birger Karlsson och Elsa Axelsson. Han var från 1968 till sin bortgång gift med Asta Törnqvist (född 1942).

## Skrifter (urval)
- "Rövare" på innerkant (av Sune "Maximum" Karlsson) (Edition Limin, 1954)
- Arvet efter Adenauer: Västtyskland i dag (Rabén & Sjögren, 1963)
- Om egokrati: en politisk-filosofisk skiss (Gamleby: S. Karlsson, 1974)
- Evakueringen (roman) (Trevi, 1977)
- Förhistoria (poesi) (Nyblom, 1980)
- Djupfrystskolan (Brevskolan, 1984)
- Fotbolls-EM 92 (referat och kommentarer Sune Karlsson) (B. Wahlström, 1992)
- Varukännedom: produkterna & deras användning (tillsammans med Jan Moback) (Arla, 2001)

## Översättningar (urval)
- Johannes Mario Simmel: Svaret känner bara vinden (Die Antwort kennt nur der Wind) (Bergh, 1976)
- Julian Symons: Lilla mordboken: från detektivhistoria till kriminalroman (Bloody murder : from the detective story to the crime novel) (Bergh, 1979)
- Wolfgang Schreiber: Gustav Mahler (Gustav Mahler in Selbstzeugnissen und Bilddokumenten) (Cete, 1980)
- Eiji Yoshikawa: Musashi, samurajen (AWE/Geber, 1985)
- Dieter Wellershoff: Segraren tar allt (Der Sieger nimmt alles) (Norstedt, 1985)
- Günter Wallraff: Längst därnere (Ganz unten) (Norstedt, 1986)
- Erich von Däniken: Stenarnas mystik (Die Steinzeit war ganz anders) (B. Wahlström, 1992)
- Alan Aldridge & Steve Boyett: Gnolen (The gnole) (Bonnier Alba, 1993)
- Robert Étienne: Pompeji: den antika staden (Pompéi : La cité ensevelie), serie ”En värld av vetande” (Bergh, 1993)
- Françoise Balibar: Einstein: tänkaren och fysikern (Einstein : La joie de la pensée), serie ”En värld av vetande” (Bergh, 1995)
- Georgios Chatzimarkakis: Europa 2002: ett annorlunda EU (Europäischer Grundvertrag 2002) (Subrosa, 1997)
- Michael Cordy: Mirakelkedjan (The miracle strain) (Wahlström & Widstrand, 1999)

## Fotnoter
1. 1 2  Sveriges Dödbok 1901–2009, DVD-ROM, Version 5.00, Sveriges Släktforskarförbund (2010).
2. ↑  Svensk bokhandel. Läst 10 juni 2014
3. ↑  ”Dagens sommarpratare - Ord och visor”. Svenska Dagbladet. 17 juni 1982. https://www.svd.se/arkiv/1982-06-17/20/SVD.